# 卡米尔·斯托赫
卡米尔·维克托·斯托赫（波蘭語：Kamil Wiktor Stoch，1987年5月25日—）是一名波兰男子跳台滑雪运动员，生于扎科帕內。他在大约五岁时尝试在家附近的一座小山跳跃，八岁时开始尝试在扎科帕內附近的山进行跳跃。2004年，他在家乡扎科帕內完成了自己的世界杯分站赛首秀。

## 家庭
卡米尔有两个姐姐，分别名为安娜和娜塔莉亚。他的祖父曾在第二次世界大战期间遭到纳粹德国政府的囚禁，后来逃至扎科帕內。